# Jeogori
Jeogori (tiếng Hàn: 저고리; Hanja: 赤古里; phát âm tiếng Hàn Quốc: [t͡ɕʌ̹ɡo̞ɾi]) là trang phục cơ bản phía trên của hanbok, một loại trang phục truyền thống của Triều Tiên, được mặc cả nam và nữ. Đàn ông thường mặc jeogori với baji hoặc quần trong khi phụ nữ mặc jeogori với chima hoặc váy. Trang phục bao phủ cánh tay và phần trên của cơ thể người mặc.

## Từ nguyên
Jeogori đã được mặc từ thời cổ đại và có nhiều tên gọi khác nhau như yu (tiếng Hàn: 유; Hanja: 襦; dịch nghĩa đen: "jacket"), boksam (tiếng Hàn: 복삼; Hanja: 複杉) và wihae (tiếng Hàn: 위해; Hanja: 尉解) vào thời Tam Quốc (57 TCN - 668 SCN).
Mặc dù không biết từ khi nào thuật ngữ jeogori bắt đầu được sử dụng để chỉ quần áo, nhưng nó được cho là đã xuất hiện vào cuối thời Cao Ly, khoảng triều đại của vua Trung Liệt Vương. Tài liệu lịch sử đầu tiên đề cập đến jeogori là ở Cheongjeonui (tiếng Hàn: 천전의; Hanja: 遷奠儀) của Nguyên Kính Vương hậu, là nơi tổ chức tang lễ đưa quan tài ra khỏi cung điện. Tài liệu được viết vào năm 1420 trong triều đại thứ hai của Triều Tiên Thế Tông ghi lại jeokgori (tiếng Hàn: 저고리; Hanja: 赤古里) và danjeokgori (短赤古里). Tuy nhiên, không rõ bản ghi này là phiên âm hanja (chữ Hán) của một từ Triều Tiên hay ảnh hưởng của Mông Cổ. Trước thời Goryeo, chiếc áo trên được gọi là wihae (tiếng Hàn: 위해; Hanja: 尉解; tiếng Trung: 尉解; bính âm: wèijiě) ở Tân La. Vì uihae là phiên âm của ngôn ngữ Tân La, các dạng phương ngữ như uti và uchi vẫn còn tồn tại cho đến nay.

## Cấu tạo

Cấu tạo Jeogori: 1. hwajang 2. godae 3. kkeutdong (somae buri) 4. somae 5. goreum 6. u 7. doryeon 8, 11. jindong 9. gil 10. baerae 12. git 13. dongjeong

Theo truyền thống, áo jeogori được làm từ da, vải len, lụa, gai dầu hoặc sợi gai. Các nhà thiết kế hiện đại của Hàn Quốc đôi khi sử dụng các chất liệu khác như ren. Có một số loại jeogori tùy theo chất liệu vải, kỹ thuật may và hình dáng.

Hình thức cơ bản của jeogori bao gồm gil (tiếng Hàn: 길), git (tiếng Hàn: 깃), dongjeong (tiếng Hàn: 동정), goreum (tiếng Hàn: 고름) và tay áo somae: gil là phần lớn của quần áo ở cả hai mặt trước và mặt sau và git là dải vải trang trí cổ áo. Dongjeong là một cổ áo màu trắng có thể tháo rời được đặt ở cuối git và thường được cắt vuông. Goreum là những sợi dây áo được gắn vào phần ngực để buộc jeogori. Jeogori của phụ nữ có thể có kkeutdong (tiếng Hàn: 끝동), một cổ tay áo có màu khác được đặt vị trí cuối tay áo. Hình thức của jeogori đã được thay đổi theo thời gian.

## Phong cách hiện đại
Ở Triều Tiên đương thời, luật lệ chi tiêu trong các tầng lớp xã hội khác nhau đã được dỡ bỏ và màu sắc, đồ trang trí và các loại vải chỉ dành riêng cho tầng lớp thượng lưu được mở cho mọi tầng lớp. Điều này cho phép sự phát triển của các yếu tố thiết kế truyền thống đa dạng trong các kiểu hanbok. Tuy nhiên, trong thế kỷ 20 và 21, trang phục truyền thống của Triều Tiên đã không còn được mặc hàng ngày bởi hầu hết mọi người. Hanbok trở nên dành riêng cho các sự kiện đặc biệt, chẳng hạn như nghi lễ hoặc trang phục cô dâu, theo thời gian hiện tại. Trong lễ đính hôn, phụ nữ có thể mặc jeogori màu hồng. Sau khi kết hôn, phụ nữ có thể mặc jeogori màu chàm. Ngoài ra, hình bóng hiện đại thường mỏng và đơn giản hơn so với phong cách lịch sử.